# Braccialetti rossi - Il mondo giallo
Braccialetti rossi - Il mondo giallo (El mundo amarillo: si crees en los sueños, ellos se crearán) è un romanzo autobiografico dello scrittore spagnolo Albert Espinosa. La prima edizione in lingua originale è del 2008, mentre la prima edizione in italiano è del 2014.

## Trama
(messaggio chiave del libro)
Albert Espinosa racconta la parte della sua vita di quando da giovane era malato di tumore. Attraverso aneddoti personali e 23 massime, definite "scoperte", l'autore mostra come trasformare ogni attimo della propria esistenza, anche il più triste, in un momento di gioia.

## Trasposizioni televisive
Dal libro sono state tratte alcune serie televisive:
- Polseres vermelles (2011-2013), serie televisiva catalana
- Red Band Society (2014-2015), serie televisiva statunitense
- Braccialetti rossi (2014-2016), serie televisiva italiana
- Club der roten Bänder (2015-2017), serie televisiva tedesca

Nel 2019, in Germania, è stato anche realizzato un film prequel della serie Club der roten Bänder, intitolato Club der roten Bänder - Wie alles begann.

## Edizioni
- Albert Espinosa, Braccialetti rossi - Il mondo giallo: se credi nei sogni, i sogni si creeranno, traduzione di Patrizia Spinato, Salani, 2014,  p. 176, ISBN 978-88-6715-580-4.